# 170
170. је била проста година.

## Догађаји
- Конзули Гај (Секст?) Еруције Кларус и Марко Гавије Корнелије Кетег.
- Око 170. – Појачани прогони хришћана у царству.
- Око 170. – Сиријац Татијан (Јустинов ученик) саставио је Диатесарон („усклађивање“ јеванђеља).
- У Кашгар је послато 500 кинеских војника из Дунхуанга и контингенти Чешија, Карашара и Кучана. Опсада Кашгара је била неуспешна.

## Рођења
- Атенеј - старогрчки писац.
- Иполит Римски - један од најплоднијих ранохришћанских аутора.
- Улпијан - био адвокат раног Римског царства.
- Филострат Старији - антички писац и представник друге софистике.

## Смрти
- Александар Пафлагонац - древни римски лажни пророк и пророчиште.
- Апулеј - староримски писац и песник.
- Констанције Перуђански - свети мученик, први епископ Перуђе.
- Корона (света) - свети мученик Сирије.
- Публије Салвије Јулијан - био римски адвокат, пореклом из Хадрумета.